# New Day Will Rise
New Day Will Rise (hebr. ‏יום חדש יעלה‎) – singel izraelskiej piosenkarki Juwal Rafael wydany 9 marca 2025 roku. Kompozycja reprezentowała Izrael w 69. Konkursie Piosenki Eurowizji (2025).

## Tło i kompozycja
Utwór został wyprodukowany przez Tomera Birana we współpracy z Keren Peles. Twórczyni tekstu Peles w wywiadzie opisując utwór stwierdziła: „Utwór odnosi się do nadziei na nowy wschód słońca, na który oczekuje cała izraelska społeczność po tak trudnym okresie”. Piosenkarka o singlu:

Dla mnie ta piosenka symbolizuje uzdrowienie, którego wszyscy potrzebujemy, oraz optymizm wobec nadchodzących dni – naszej przyszłości. Opowiada ona o naszej sile, wspólnej nadziei, o wsparciu i miłości, jaką dają nam niezwykli ludzie w naszym kraju. Nowy dzień nadejdzie i będzie najlepszym, jaki kiedykolwiek był.

## Konkurs Piosenki Eurowizji
3 czerwca 2024 izraelski nadawca KAN potwierdził udział w konkursie. Reprezentant kraju został wyłoniony za pośrednictwem talent show Ha-Kochaw Ha-Ba, który 22 stycznia 2025 zwyciężyła Juwal Rafael, otrzymując tym samym prawo do reprezentowania Izraela w Konkursie Piosenki Eurowizji 2025 w Bazylei. 7 marca 2025 opublikowano konkursowy utwór „New Day Will Rise” wraz z teledyskiem.

## Notowania
| Kraj   | Lista (2025)                    | Najwyższa pozycja |
| ------ | ------------------------------- | ----------------- |
| Izrael | Mako Hit List                   | 13                |
| Izrael | Domestic Airplay (Media Forest) | 1                 |